# Jask (shahrestan)
Jask (persiska: شهرستان جاسک, Shahrestan-e Jask) är en shahrestan, delprovins, i Iran. Den ligger i provinsen Hormozgan, vid Omanviken i den sydöstra delen av landet. Jask hade 58 884 invånare år 2016. Administrativt centrum är hamnstaden Bandar-e Jask.